# Sitios Ramsar de Austria

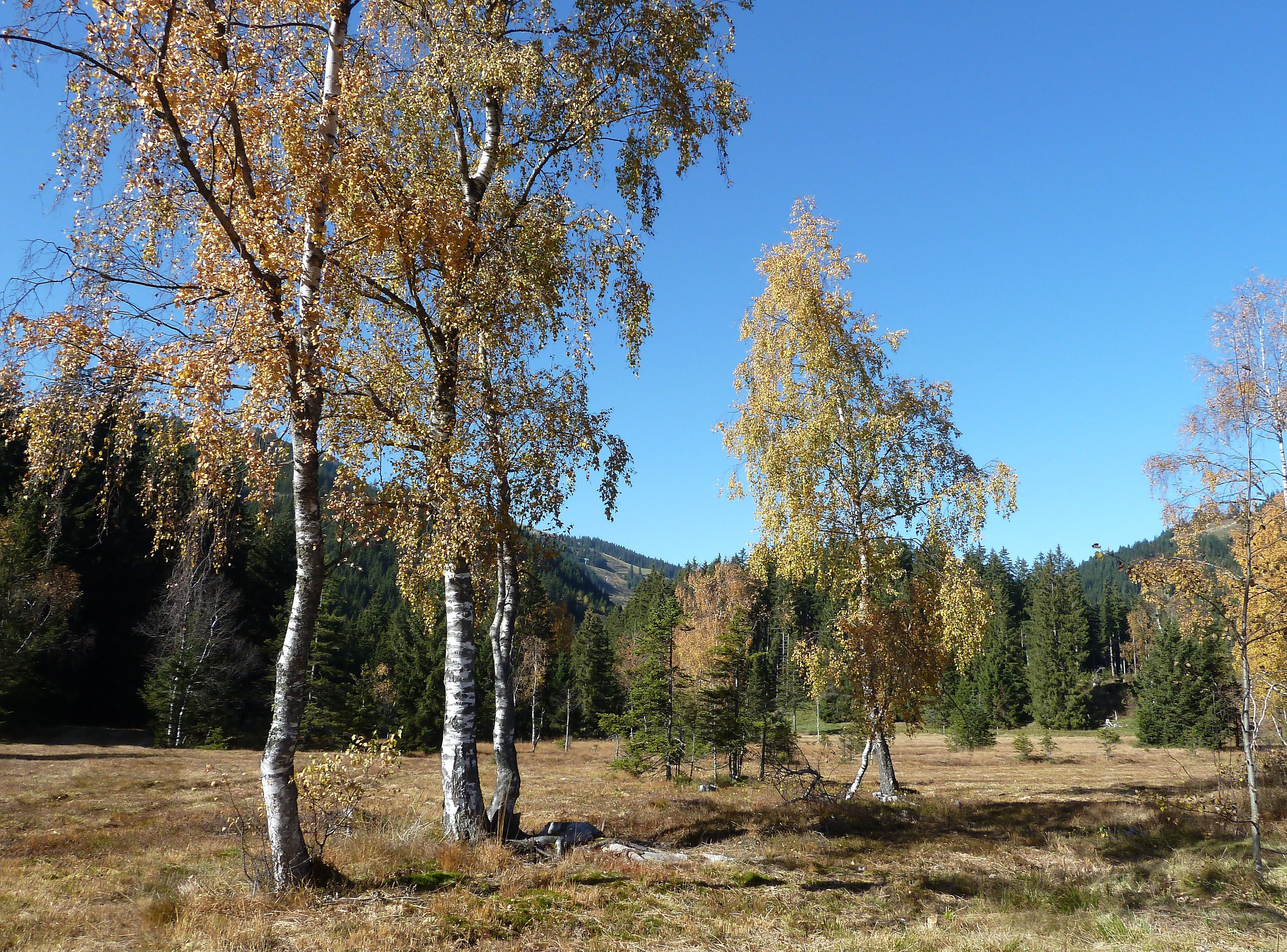
Humedales del Pass Thurn

En Austria había, en 2021, 23 sitios Ramsar asignados como humedales de importancia internacional, que cubren un total de 124.968 hectáreas.

## Sitios Ramsar

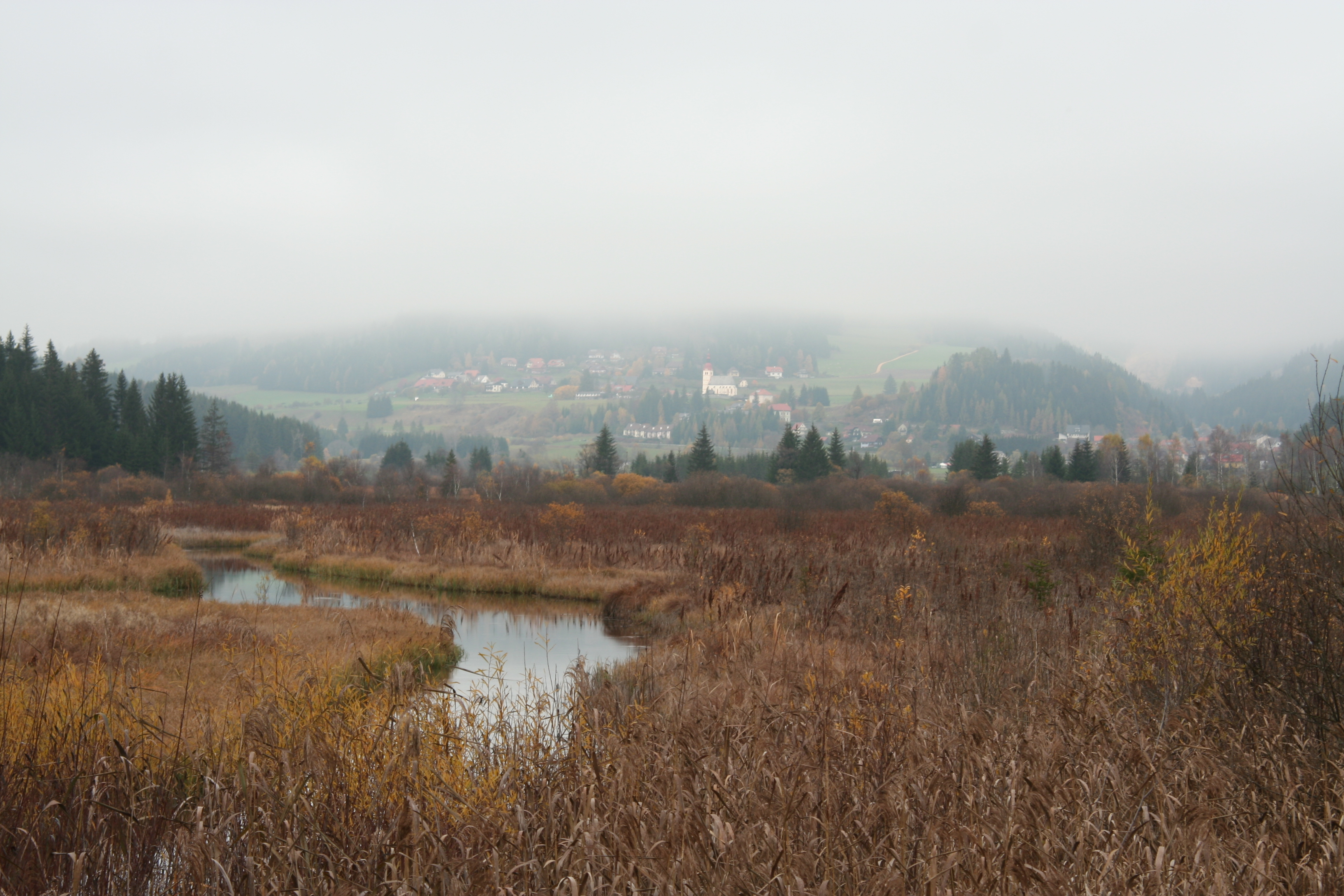
Turbera de Hörfeld

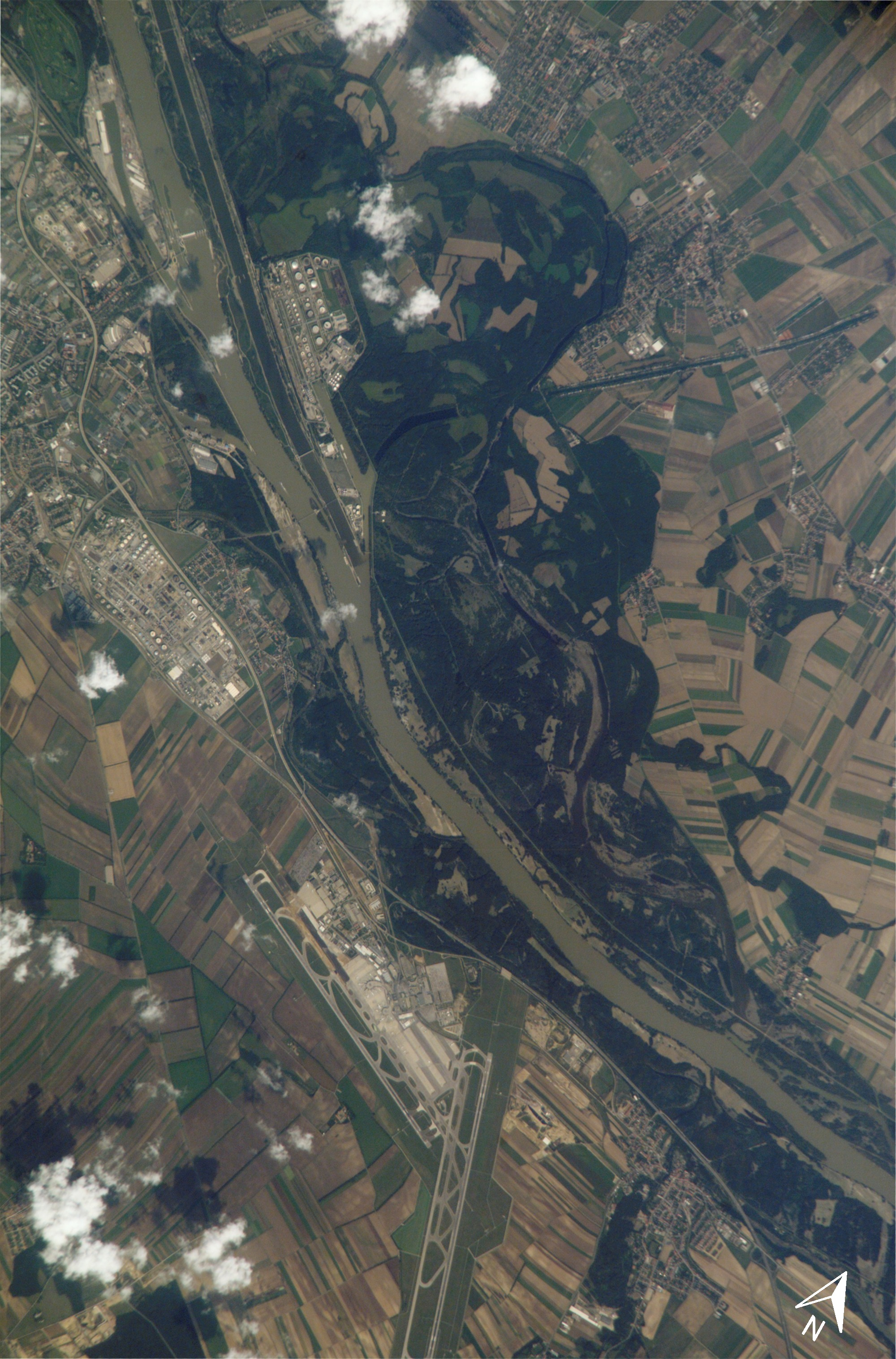
Reserva natural y sitio Ramsar de Lobau

- Embalses del Bajo Eno (Lower Inn), 870 ha, 48°18′N 13°13′E. Contigua con el sitio Ramsar alemán del Unteren Inn. En la red Natura 2000. Tramo del río Inn (o Eno) que comprende presas, bancos de sedimentos, bosques de ribera, riberas fangosas con vegetación del género Bidens (llamada Bidention, con especies como Bidens tripartita o cáñamo acuático), sucesiones de plantas de distintas edades y carrizales. El sitio alberga numerosas especies de aves como el martinete común, muchas de paso o que hibernan, como patos o combatientes, así como plantas raras y el reintroducido castor europeo y recientemente, la nutria europea. La zona, que se represó hace 50 años para obtener energía eléctrica, es ahora un lugar popular para la caza, la pesca y la recreación.[1]

- Pantanos, pozas y llanuras de inundación de Waldviertel, 13.000 ha, 48°46′N 14°58′E. Waldviertel es la región noroccidental del estado autriaco de Baja Austria. En la parte más sudoriental de la zona montañosa de Europa central, comprende una serie de amplias riberas, pantanos, turberas, estanques y humedales. Regada por el río Lužnice, afluente del Moldava, conecta con los sitios Ramsar de la República Checa de Trebon (nombre del río Lužnice en checo), conocido por sus viveros de peces. La turba se extrajo hasta el siglo XIX como combustible para la industria del vidrio. Alberga una gran diversidad de especies de plantas, libélulas, anfibios y aves, con mamíferos como la nutria y el ratón espiguero, mejillones como la náyade perlífera y Unio crassus, y el cangrejo de río europeo.[2]

- Untere Lobau, 915 ha, 48°10′N 16°30′E. Reserva de la biosfera, reserva natural y área de protección paisajística, forma parte de las llanuras de inundación del sitio Ramsar trilateral de la confluencia Morava-Dyje-Danubio, en Austria, Chequia y Eslovaquia.

- Turbera de Sablatnig, 96 ha, 46°34′N 14°36′E. Reserva biogenética europea, reserva natural y reserva Natura 2000, en la región de Carintia. Una zona de turba en una cuenca glaciar poblada por comunidades herbáceas, juncales y bosques caducifolios. Alberga numerosas especies, como los anfibios Rana arvalis y el sapo de vientre amarillo, y aves amenazadas, como el somormujo lavanco, la cerceta y el avetorillo común. En los alrededores se practica la silvicultura y la agricultura.[3]

- Rotmoos im Fuschertal, 58 ha, 47°16′N 12°46′E. En la región de Salzburgo. Un tipo raro de pantano calcáreo, intercalado con rocas desmoronadas y características periglaciales, en un valle alto con forma de U, torrentes y cascadas con una mezcla de vegetación alpina y pantanosa.[4]

- Delta del Rin, 20,65 km², 47°29′N 09°37′E. En la frontera de Suiza y Alemania, entre el estuario original y el Rin canalizado. Aguas abiertas, turberas, pastizales, cañizos, carrizales y bosques de ribera. Hay una importante comunidad de serretas y otras especies que hibernan en la zona. Se practica la caza, la pesca, la agricultura, la silvicultura y actividades recerativas.[5]

- Parque nacional Kalkalpen, 185,3 km², 47°34′N 14°25′E. Forma parte de los Alpes calcáreos, la mayor parte en zona de karst, con una intrincada red de gargantas y cañones, unos 470 km de arroyos y 800 manantiales, con más de 300 especies de animales, entre ellos los moluscos Belgrandiella aulaei. En la zona se halla la mayor reserva forestal de Austria, con las asociaciones Alnus glutinosa y Alnus incanae,[6] tilos y arces,[7] y hayedos calcícolas medioeuropeos de Cephalanthero-Fagion.[8] Hay oso pardo y lince, numerosas aves, una trucha autóctona, anfibios e insectos.[9]

- Turbera de Nassköhr, 211 ha, 47°43′N 15°33′E. Depresión kárstica en los Alpes bávaros con turberas y pantanos que albergan una vegetación típica de humedal, con Carex pauciflora, Drosera anglica, Drosera intermedia, Drosera rotundifolia (rocío de sol), Menyanthes trifoliata, Swertia perennis y numerosas especies de musgo. La roca caliza está cubierta de una capa de shale (un tipo de lutita, limo de grano muy fino) que la hace impermeable y da lugar a la formación de turberas y corrientes de agua que se juntan en un arroyo serpenteante que desemboca en una dolina, el Durchfall. La turba extraída durante el siglo XIX ha perturbado la hidrología de la zona, reduciendo el nivel freático. El paso continuo de ganado ha perjudicado la vegetación, aunque desde 2002 está prohibida la extracción de turba y se ha impedido el paso de ganado. Más allá de las ciénagas, sigue el pastoreo, la caza y la explotación forestal.[10]

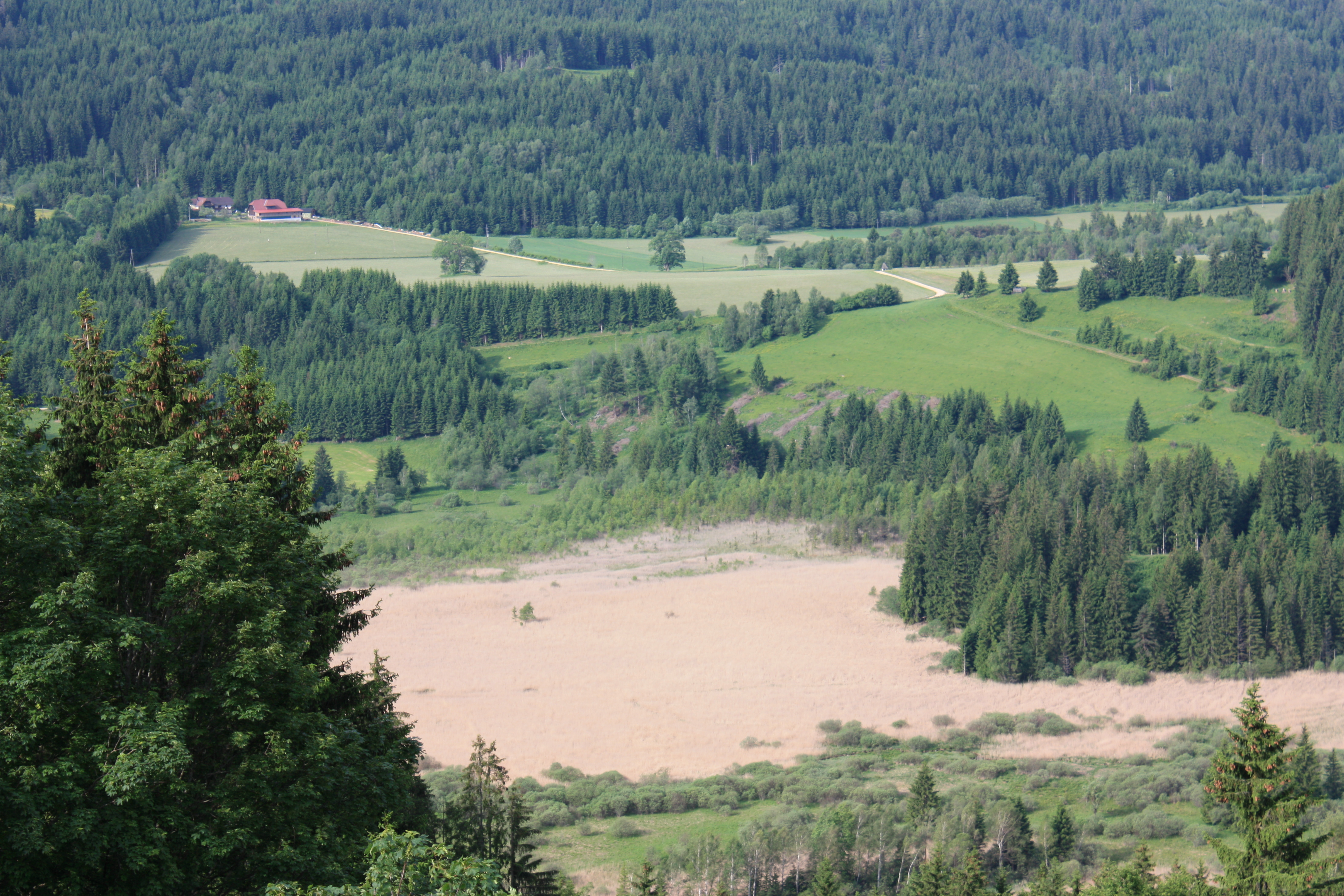
Turbera de Hörfeldmoor

- Turbera de Hörfeld, 137 ha, 47°01′N 14°31′E. Reserva natural en Carintia. Turberas elevadas, marismas de agua dulce, pastizales con pequeñas arboledas, matorrales y extensos depósitos de turba con manantiales de agua subterránea y arroyos. El lugar se usa como un depósito natural de agua dulce. La vegetación incluye juncales salpicados con varias especies de sauces. Alberga diversas especies de aves y plantas amenazadas. Se practica la pesca, la recogida de heno y la silvicultura. Hay restos de antiguos asentamientos.[11]

- Humedales de Sauerfelder Wald, 119 ha, 47°07′N 13°54′E. Cadena montañosa al sur de Überlingen, con turberas, menos numerosas que en Überling, pero muy diferentes. El clima continental subalpino es similar a las condiciones boreales. En la mayoría de los casos, la vegetación indica condiciones ácidas. La comunidad predominante es abetos y una combinación de pino negro, esfagnos y píceas en la ciénaga, rara en los Alpes y conocida en muy pocos otros lugares. En la región biogeográfica de los Alpes es notable la presencia de las especies boreales Betula nana (abedul enano), Vaccinium microcarpum (una especie de arándano), así como Empetrum negri (camarina negra) y Sphagnetum fusci. Las turberas del Sauerfelder Wald son todas naturales, ni siquiera se ven afectadas por el pastoreo; su único uso es para la caza.

- Humedales de Schwarzenberg, 267 ha, 47°04′N 13°46′E. Turbera de 80 ha en la meseta de la cima del Schwarzenberg (1730 m), donde el clima subalpino continental crea unas condiciones especiales para dar lugar a distintos tipos de turbera alpina y boreal: de paludificación (capas freáticas incrementadas), de percolación (escurrimientos constantes en zonas inclinadas), inclinadas (spring mires, alimentadas por afluencias de agua en las vertientes), turberas aapa (o fen, inclinadas, mineralizadas y con poca variedad de Sphagnum) y pantanos, con una gran biodiversidad.[12] Abundan los abedules, el arándano rojo, el arándano palustre y la combinación camarina negra con Sphagnetum fusci, así como plantas de turbera: Carex pauciflora, Drosera rotundifolia, Menyanthes trifoliata y muchos tipos de esfagnos.[13]

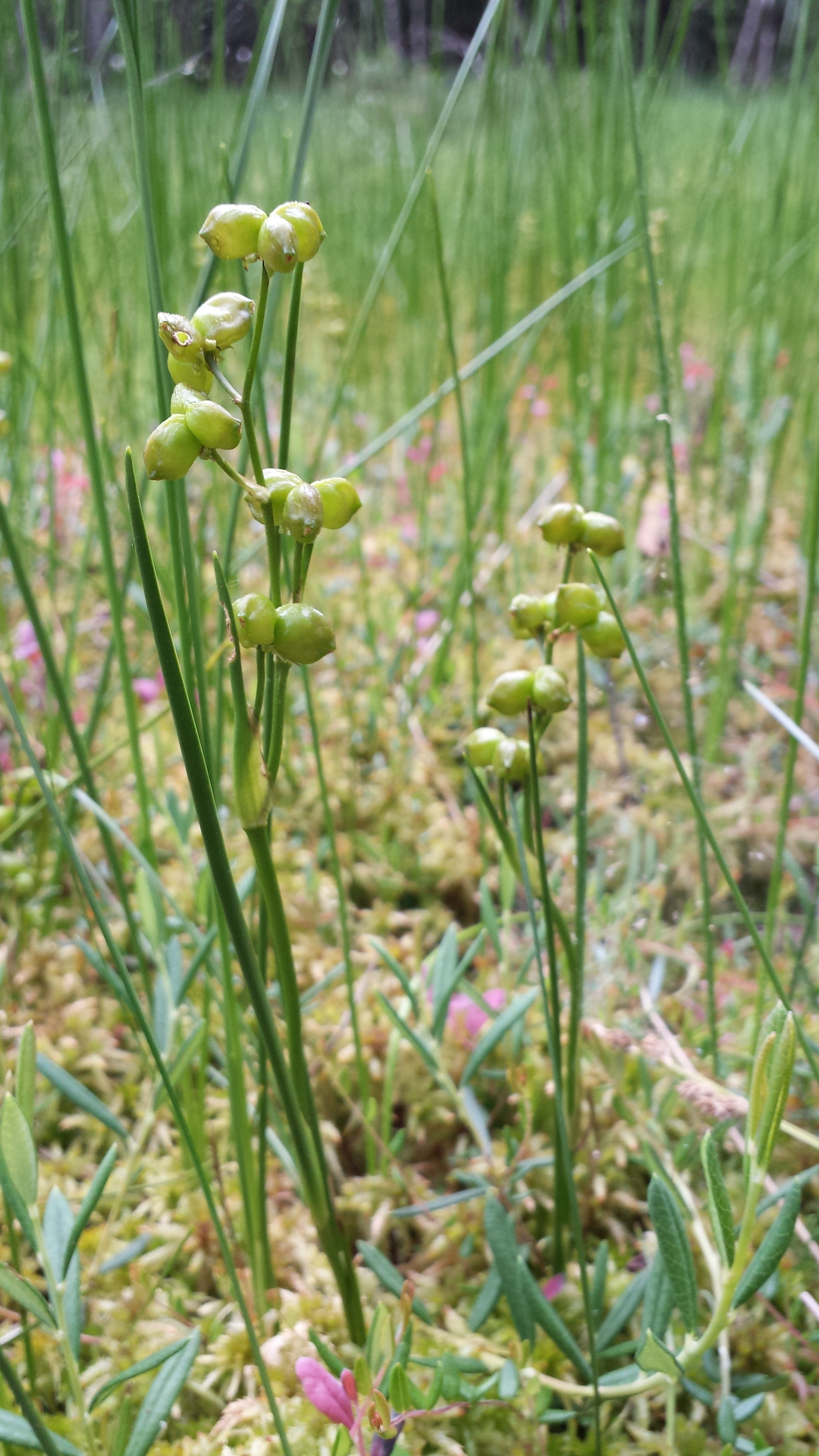
Scheuchzeria palustris en la turbera de Pürgschachen.

- Turbera de Pürgschachen, 62 ha, 47°34′N 14°21′E. Pantano en la cuenca de un lago de origen glaciar rodeado por turberas y pastizales, intercaladas con bosques de coníferas en la región de Estiria. Hay plantas raras y está especializado en invertebrados e insectos. Importante para la investigación. Incluye praderas, ciénagas y una turbera elevada a lo largo del curso medio del río Enns. El humedal es hábitat del guion de codornices.[14]

- Lafnitztal, 2180 ha, 47°15′N 16°04′E. Tramo del río Lafntiz en la antigua frontera con Hungría, entre los estados de Burgenland y Estiria. Las tres cuartas partes son meandros en zonas inundables estacionalmente. Hay bancos de arena, islotes, remolinos, vados poco profundos y lagos en los meandros. Entre la vegetación, bosques y arbustos de galería y de llanura aluvial, con fresnos y alisos, prados y pastizales, con campos de heno en las zonas más pobres.  Hay nutrias, martín pescador y cigüeña blanca, así como el 10 por ciento de la población mundial de sapo de vientre de fuego europeo y sapo de vientre amarillo y un buen número de especies raras y amenazadas.[15][16]

- Alto Drava, 1029 ha, 46°46′N 13°19′E. Sigue el último tramo salvaje del río Drava, a lo largo de unos 68 km de la zona alpina interior, y su zona aluvial contigua en Carintia. El paisaje se caracteriza por el bosque aluvial de aliso gris, con humedales permanentes de agua dulce. Hay numerosas aves acuáticas, como el avetorillo común, y especies amenazadas de anfibios y mamíferos como murciélagos y la nutria común. La corriente permanente de agua dulce favorece especies de peces como Cobitis taenia y cangrejos de río. La zona de la ribera es utilizada para actividades lúdicas, agricultura, caza y pesca. En el pasado, se hicieron modificaciones importantes para prevenir las inundaciones y crear áreas de asentamiento y agrícolas.[17]

- Donau-March-Thaya-Auen, 361 km², 48°15′N 16°49′E. (literalmente: llanura de inundación [auen] de los ríos Danubio, Morava (March en alemán) y Dyje (en checo Thaya).  Área de Paisaje Protegido y Reserva natural. Limita con las Repúblicas Checa y Eslovaca, y es contiguo con el sitio Ramsar Untere Lobau de Austria. El sitio consta de lagos en forma de meandro, bosques húmedos y prados de heno sujetos a inundaciones estacionales, y comprende el tramo restante más grande de bosques ribereños y llanuras aluviales casi naturales en Europa Central. Alberga una diversidad de aves nidificantes, incluidas cigüeñas blancas y negras (10 y 30 parejas, respectivamente). Hay 650 especies de plantas, varias de las cuales alcanzan la extensión más occidental de su distribución europea. Las actividades humanas incluyen la silvicultura, la agricultura, la caza, la pesca, el refino de azúcar y la recreación. Debido al proyecto de desarrollo de una presa hidroeléctrica, sus posibles impactos y la dificultad de mantener las características ecológicas de los prados y bosques ribereños, el sitio fue incluido en el Registro de Montreux en 1990. Forma parte del sitio Ramsar Trilateral de la confluencia de los ríos Danubio, Morava y Dyje.[18]

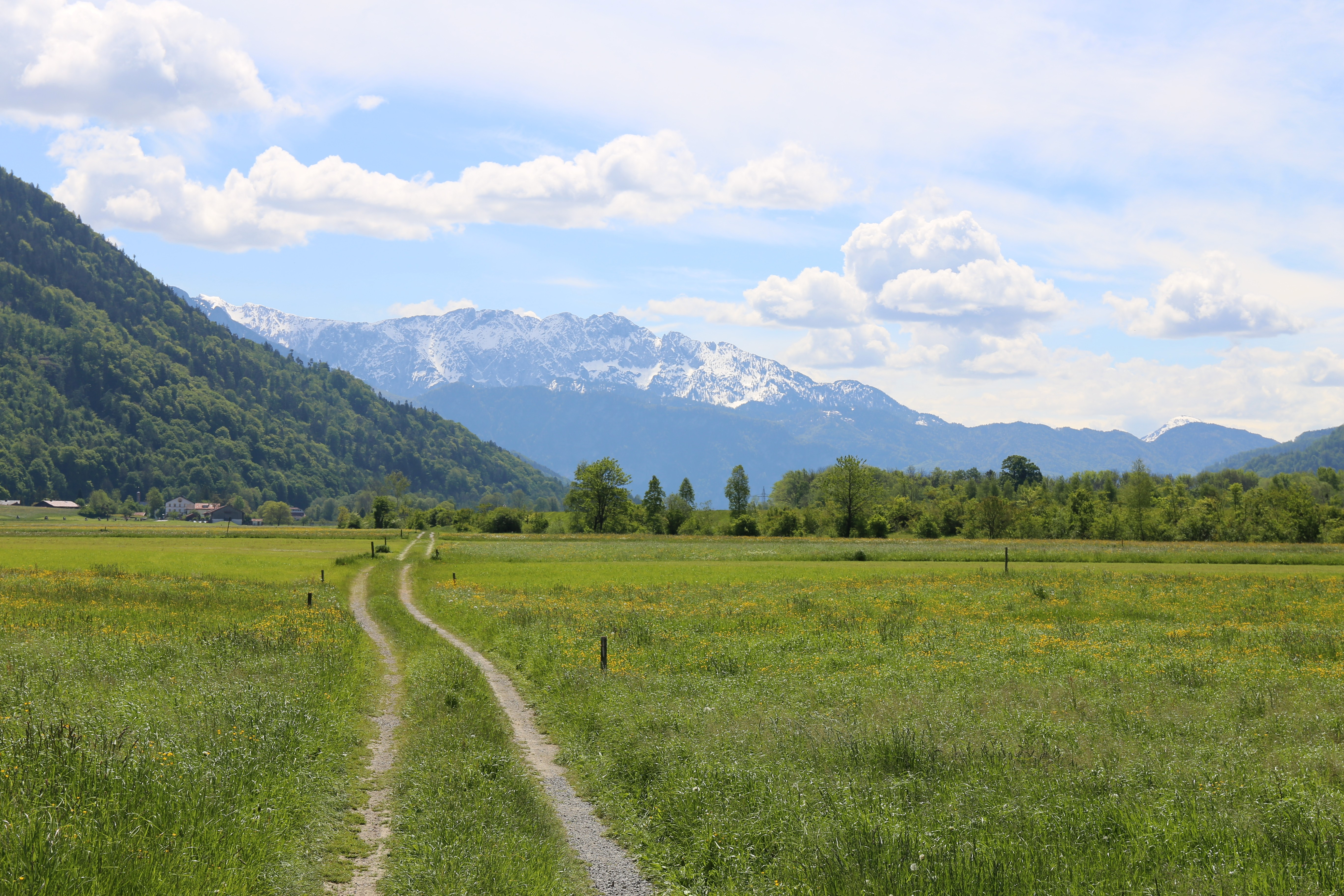
Pastizales en los montes del Kaiser

- Montes del Kaiser, 37,8 km², 47°33′N 12°19′E. En alemán Wilder Kaiser, el emperador salvaje (o silvestre). Es un macizo kárstico de piedra caliza excepcional en los Alpes, que se extiende entre 480 y 2344 metros sobre el nivel del mar. Toda el área es una combinación poco común de diferentes tipos de humedales que incluyen turberas, pantanos, humedales, arroyos, prados, pastizales y manantiales de agua dulce. El sitio alberga poblaciones de plantas y especies animales vulnerables y en peligro de extinción importantes para el mantenimiento de la diversidad biológica dentro de la región biogeográfica alpina. El principal valor hidrológico del complejo de humedales es la recarga de aguas subterráneas. El uso de la tierra dentro del sitio está dedicado a la silvicultura, la caza, la pesca y el turismo, incluida la educación ambiental. Algunos de los factores que pueden afectar negativamente a las características ecológicas del sitio son una carretera forestal que corta algunas áreas de filtración y el turismo de esquí en la zona. Las instalaciones educativas para la conservación de la naturaleza están presentes, con un sendero natural, un campo de juego especialmente diseñado para niños y numerosos paneles informativos. Sitio Ramsar núm. 2146.[19]

- Humedales del Pass Thurn, 190 ha, 47°19′N 12°25′E. Monumento natural. Complejo de 13 turberas (40 ha) en las laderas sudorientales de la montaña del Pass Thurn (o Thurn Pass, 1274 m), entre 1160 y 1600 m, típicas del los Alpes centrales. La inclinación cambiante de las vertientes da lugar a distintas condiciones hidrológicas: desde turberas con aguas calcáreas mesotróficas en las zonas más altas, hasta turberas de transición y pantanos ácidos. Las comunidades vegetales y los bosques de los márgenes están amenazados. Destaca la abundante presencia de la orquídea Dactylorhiza traunsteineri. Hay abedules enanos, una especie boreal. La única zona alterada es el Wasenmoos, donde se extraía turba para alimentar el ganado. Se restauró en 2002 y se usa ahora como lugar de senderismo, como parte del Parque nacional de Hohe Tauern.[20]

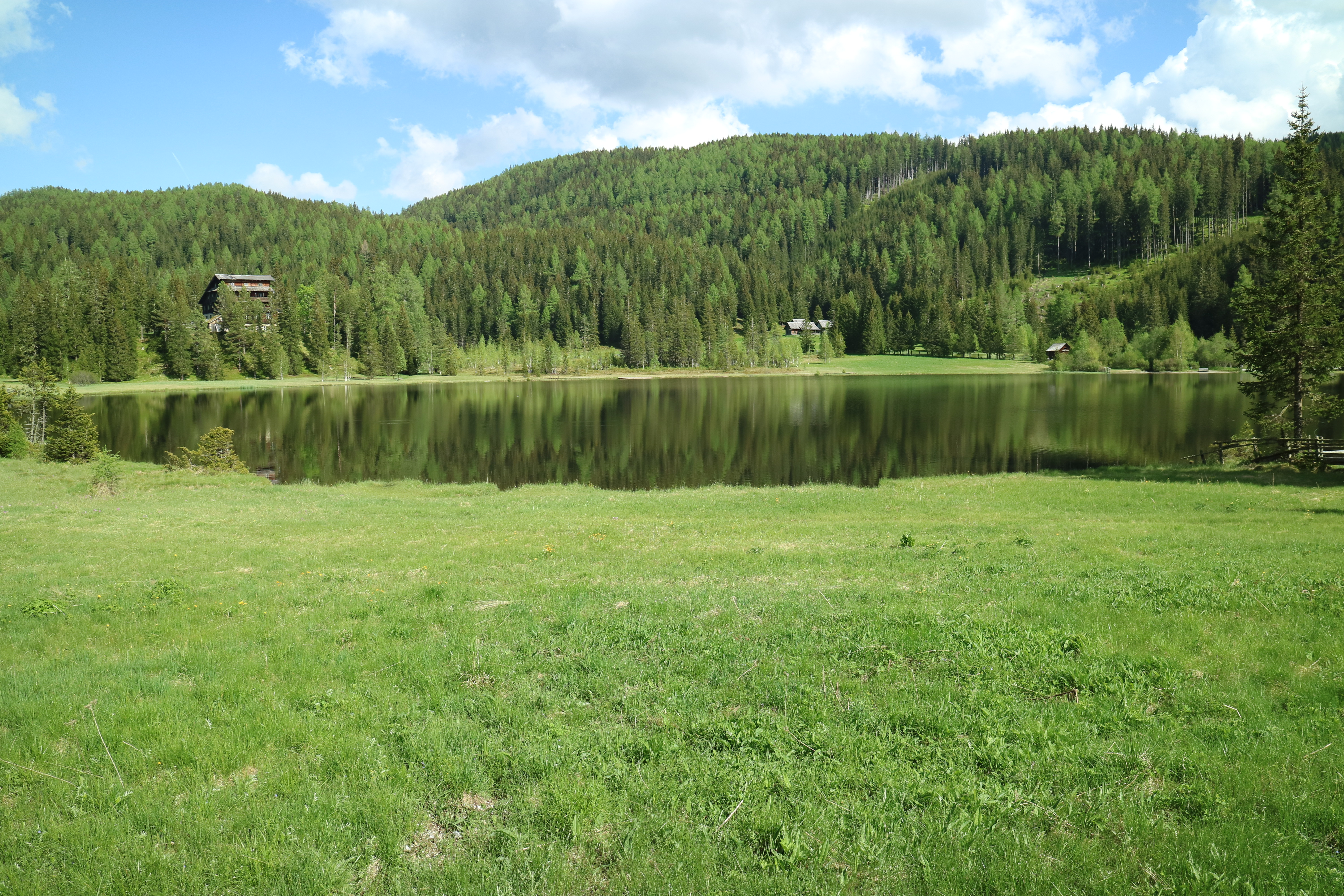
Humedales de Überling

- Humedales de Überling, 265 ha, 47°10′N 13°52′E. La mayor concentración de turberas de los Alpes, con 117 ha que presentan todas las características típicas de los tipos de turberas representativas de la zona boreal. Muchas pertenecen al tipo boreal de aapa (inclinadas o cóncavas, propias del norte), únicas en los Alpes. Un lago, Gstreikel Moos, permanece casi cubierto por la estera vegetal flotante más grande de los Alpes. Hay abedul enano, arándano rojo (Vaccinium microcarpum, Vaccinium oxycoccos), Trientalis europaea, ericáceas y esfagnos. Los pantanos son todos naturales o casi naturales, excepto por un sitio de pantano, el "Moor SE Überlinghütte", que fue drenado en el siglo XIX para pastos.

- Turbera y humedales de Keutschach-Schiefling, 543 ha, 46°34′N 14°07′E. Área de conservación de Carintia. Diez áreas a lo largo de 12,5 km en el alargado valle. Comprende cuatro lagos (Keutschacher See, Hafnersee, Rauschelesee y Bassgeigensee), algunos estanques y varios tipos de humedales en los que se encuentran carrizales, comunidades herbáceas, pastizales, pantanos con saúco negro, abedules y sauces.

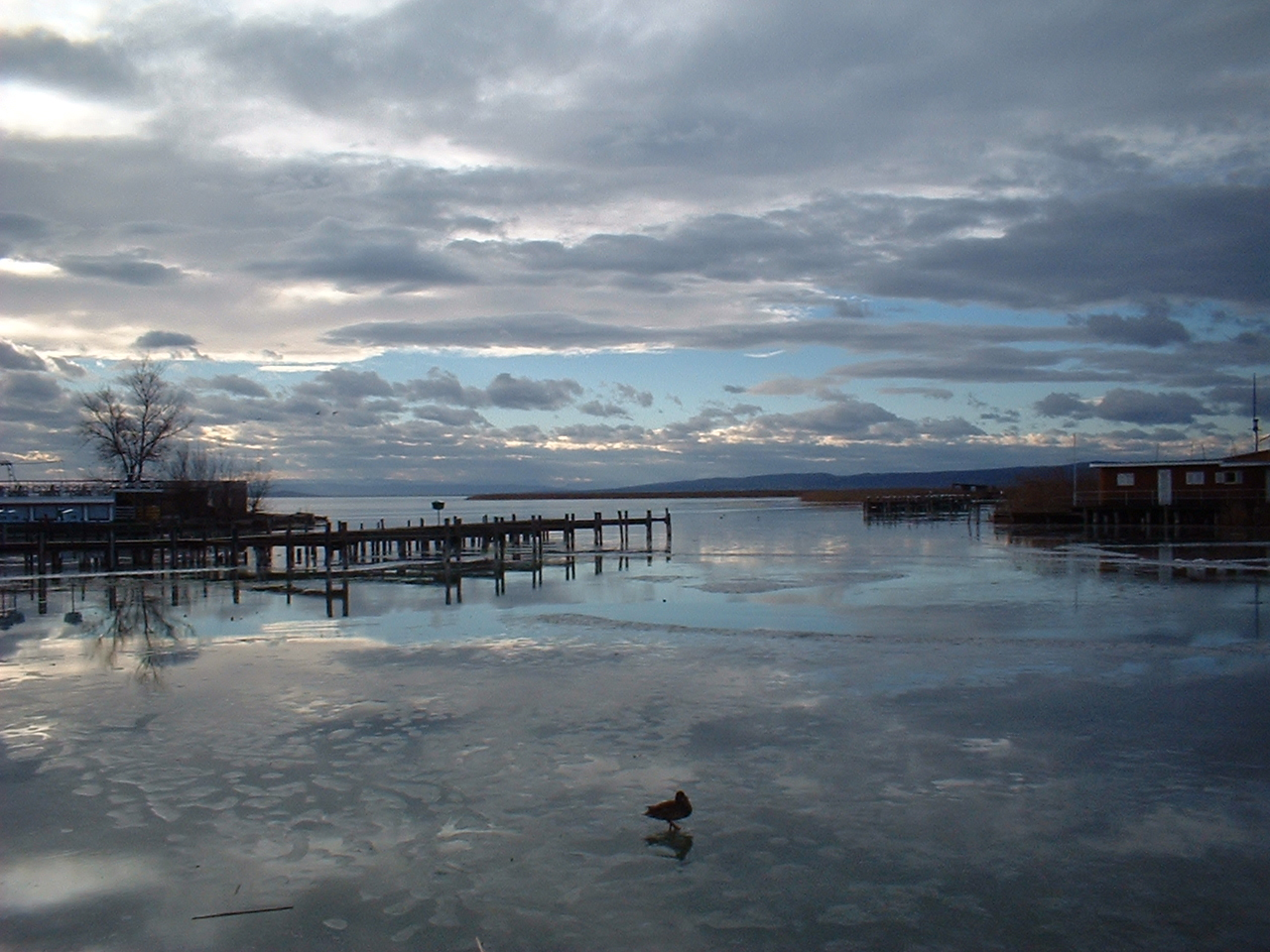
Lago Neusiedl en invierno

- Wildalm bávaro y Wildalmfilz, 133 ha, 47°34′N 11°48′E. Una gran zona de pantanos que cubre todo el fondo y las laderas de una depresión kárstica con un arroyo natural que se desvanece en un poljé (depresión en un macizo kárstico), y un pantano con un humedal y patizales en la vertiente meridional. Situado en la frontera entre dos regiones biogeográficas, los prealpes septentrionales, con la zona de flysch, y los Alpes calcáreos del norte o Alpes bávaros, el sitio alberga comunidades de plantas de turbera típicas en peligro de extinción para ambas regiones, como esfagnos y ciperáceas, incluidas las comunidades de carrizos Carex rostrata y Carex limosa. El régimen hídrico abarca una mezcla sobresaliente de turberas palúdicas y de inundación. Como es típico en los Alpes, el pantano de Wildalmfilz se ha desarrollado a partir de un fango de paludificación, donde la influencia del agua subterránea se limita al margen de la turbera en el sur, donde un humedal en pendiente, el Wildalmmoos, bordea la turbera. Como ocurre con todas las turberas del Tirol, el lugar está protegido por la ley de conservación y está prohibida la extracción de turba o el drenaje de las turberas. El sitio Ramsar Wildalm y Wildalmfilz forma parte del Sitio Ramsar Transfronterizo "Wildalm Austria-Bávaro" junto con el sitio Ramsar Wildalm (No 1723) en Alemania.[21]

- Neusiedlersee, Seewinkel & Hanság, 442 km², 47°49′N 16°52′E. Reserva de la biosfera, parque nacional, paisaje protegido. Típico lago de estepa con aguas alcalinas, extensos carrizales y juncales. Uno de los humedales más grandes de Europa en frontera con Hungría. Incluye un complejo de 80 pequeños lagos y mantiene prados salinos en un paisaje intensamente humanizado, con numerosas especies, entre ellas garcetas, avocetas, chorlitos, gansos y patos que se establecen en la zona durante la migraciones. Se practica la recogida de carrizos, la caza de aves, la pesca, el turismo y la recreación. En 1994 se creó un parque transfronterizo llamado Neusiedl-Fertö, en colaboración con Hungría, donde se encuentra el Parque nacional de Fertö-Hanság.

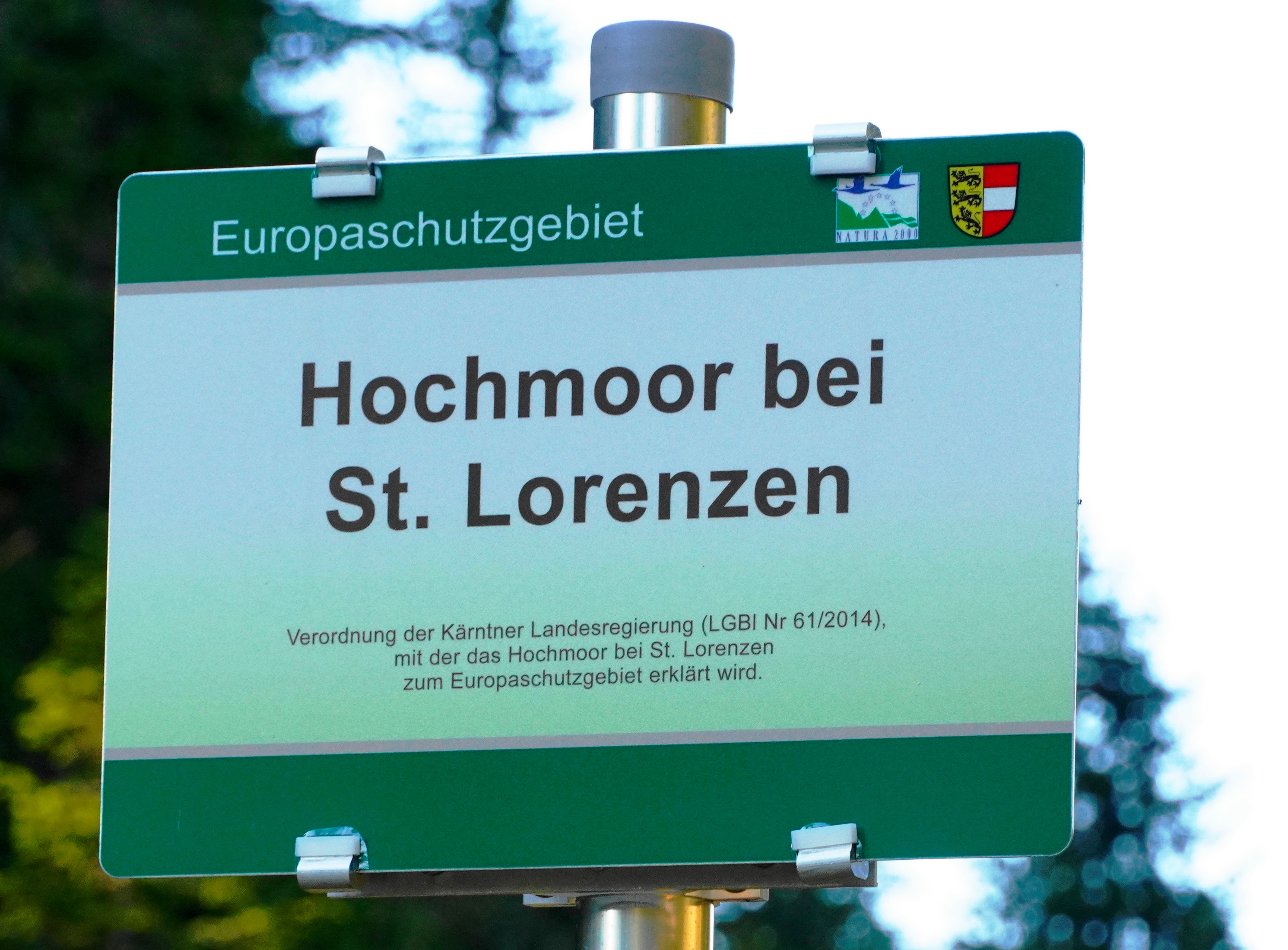
Hochmoor bei St. Lorenzen, Nockberge

- Autertal-St. Lorenzener Hochmoor, 48 ha, 46°51′N 13°55′E. Natura 2000. El Autertal es un valle situado en los Alpes de Gurktal, al norte del pequeño pueblo de Sankt Lorenzen am Wechsel, en Estiria. El sitio consta de varios tipos de humedales, pero es predominantemente una turbera elevada rodeada de juncos y pastizales con pinos negros. Hay algunas especies raras de plantas y animales, como el murciélago ratonero grande, libélulas como Leucorrhinia pectoralis, musgos como Drepanocladus vernicosus y mamíferos como el lince (Lynx lynx). El sitio se utiliza para la caza y la pesca extensivas, así como para la agricultura extensiva como pradera de heno, pastos de verano para ganado y pastos alpinos, silvicultura y recreación (especialmente senderismo, raquetas de nieve, bicicleta de montaña y esquí). La sucesión forestal está amenazada, así como la hidrología de la turbera, pero se han construido varias presas de madera en la zanja de drenaje con el fin de elevar el nivel del agua y rehacer los requisitos para el crecimiento activo de la turba. Los prados circundantes, pobres en nutrientes, y los bosques de coníferas se gestionan de forma sostenible. Hay un proyecto para convertirlo en reserva de biosfera con el nombre de Biosphärenpark Nock.[22]

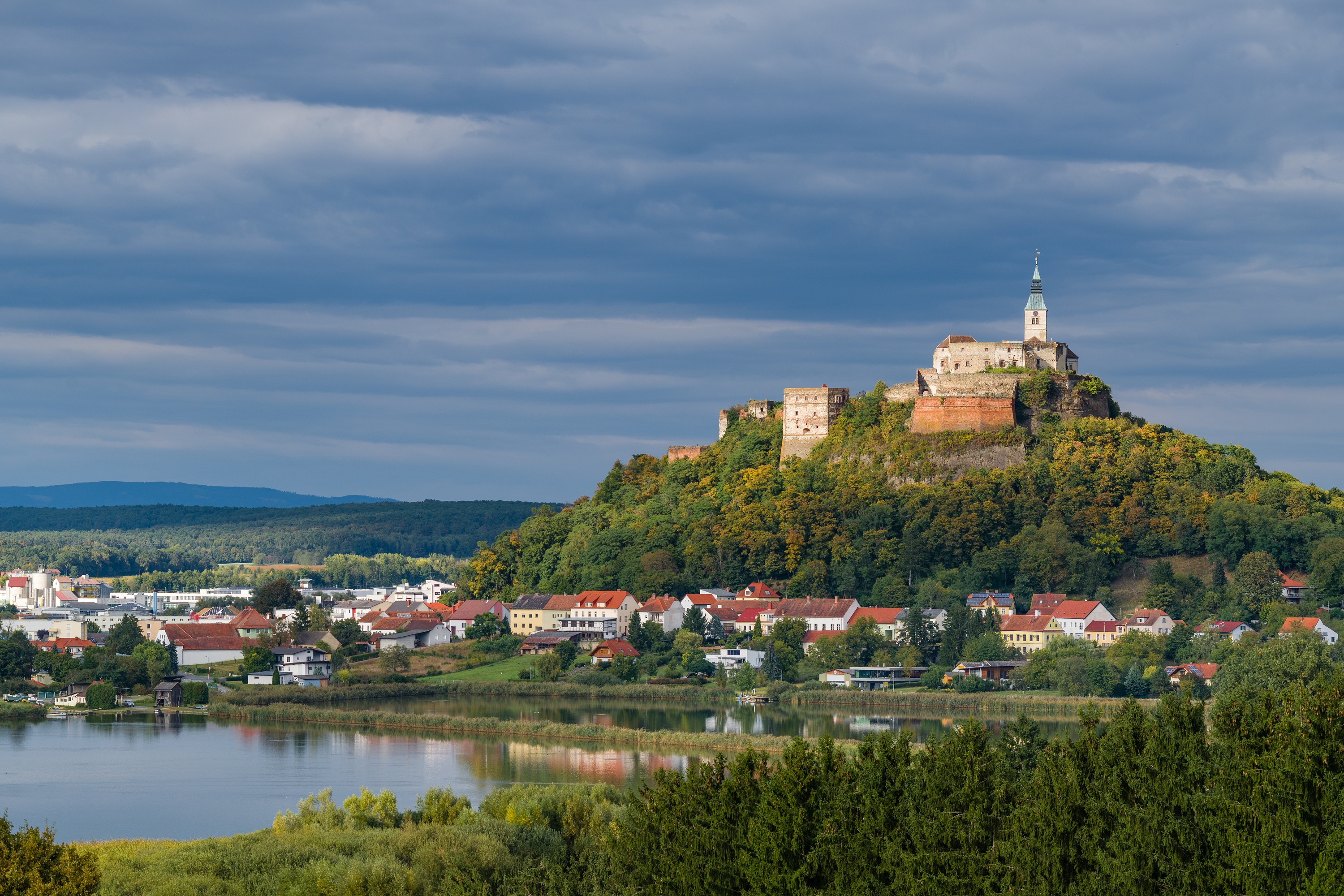
Ciudad de Güssing

- Viveros de peces de Güssing, 148 ha, 47°03′N 16°18′E. En el valle plano del arroyo Zickenbach, junto a la pintoresca ciudad de Güssing, el sitio está formado por un vivero grande y tres pequeños separados por presas, utilizados para la acuicultura no intensiva de carpas, lucios, luciopercas y bagres. Los estanques están rodeados por un denso cinturón formado principalmente por juncos, que constituye un importante lugar de reproducción, alimentación y descanso para las aves acuáticas migratorias y residentes. Además, el sitio acoge regularmente a la nutria europea Lutra lutra, libélulas y anfibios. Una pequeña isla cubierta por sauces y arbustos en uno de los estanques más pequeños es utilizada como lugar de descanso por las garzas. El entorno muestra un paisaje variado, formado por prados húmedos con árboles solitarios, bosquecillos remanentes aluviales y sauces, pequeños canales y campos agrícolas. Todo el sitio juega un papel importante en la retención de inundaciones. Las amenazas potenciales a las características ecológicas del humedal son el drenaje y la deforestación de prados húmedos, el abandono de tierras y la sucesión de vegetación. El paisaje está dominado por el castillo de Güssing, que está construido sobre un volcán prehistórico en el centro de la ciudad. Las principales actividades dentro del sitio son la piscicultura, la agricultura, la recreación forestal (senderismo, ciclismo, jogging, observación de aves) y caza.[23]